# AeroLiner3000

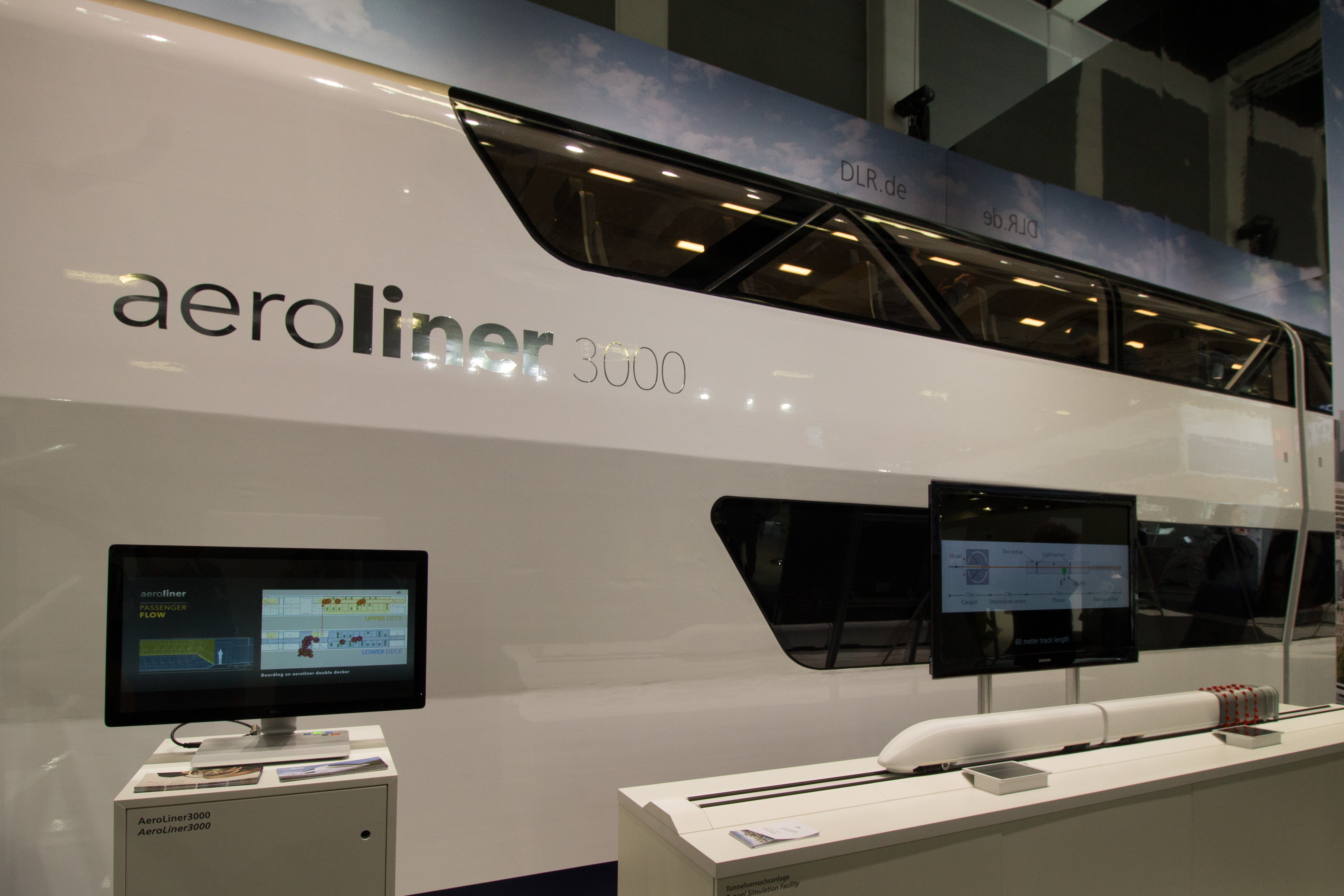
Demonstrator des AeroLiner3000 auf der InnoTrans Messe 2016 in Berlin

Der AeroLiner3000 ist ein Projekt für die Einführung eines Doppeldeckerzuges in Großbritannien, der einen Großteil der bestehenden britischen Strecken mit dem knappen Lichtraumprofil PG1 befahren kann. Entwickelt wurde der Zug von Andreas Vogler Studio zusammen mit dem Deutschen Zentrum für Luft- und Raumfahrt DLR. Auf der InnoTrans 2016 in Berlin wurde ein 9 m langer 1:1-Demonstrator präsentiert.

## Ausgangslage
Im Jahre 2014 hat das Innovations-Programm des britischen RSSB unter dem Motto „Tomorrow’s Train Design Today“ (in etwa: heute den Zug von morgen entwerfen) einen Wettbewerb ausgeschrieben, dessen Ziele unter anderem die Erstellung eines Schienenfahrzeugkonzeptes zur Steigerung der Streckenkapazität, die Verringerung des CO2-Ausstoßes und die Erhöhung des Fahrgastkomforts sowie kostenwirksame innovative Ideen für den Personenverkehr sind. Andreas Vogler Studio hat sich mit dem Deutschen Zentrum für Luft- und Raumfahrt e.V. (DLR) zusammengeschlossen, um seine Design-Kompetenzen mit den Erkenntnissen aus dem Forschungsprojekt „Next Generation Train“ (NGT) zu vereinen. Andreas Vogler Studio ist einer von drei Hauptpreisträgern des Innovationswettbewerbs, die jeweils unterschiedliche Projekte bearbeitet haben.
Weil Doppelstockfahrzeuge ein effektives Mittel sind, die Beförderungskapazität zu erhöhen, werden sie von Bahnbetreibern weltweit eingesetzt. Wurden sie anfänglich vornehmlich im Nah- und Regionalverkehr genutzt, wird das Prinzip vermehrt auch im Fernverkehr und insbesondere seit der Jahrtausendwende bei Hochgeschwindigkeitszügen angewendet. Wegen des in Großbritannien historisch begründet engen Lichtraumprofils ist die Umsetzung dort so stark eingeschränkt, dass Doppelstockzüge nicht in Erwägung gezogen wurden.
Nichtsdestotrotz fuhren von 1949 bis 1971 „Bulleid Double Decker“-Triebzüge, die aber keine echten Doppelstockwagen mit zwei durchgängigen Ebenen übereinander hatten, sondern miteinander verschränkte abwechselnd hoch und tief angeordnete Abteile. Das experimentelle Projekt zeigte mehrere Nachteile auf. Die beengten oberen Abteile benötigten eine Zwangsbelüftung, die sich als unzureichend und störanfällig erwies, und an den Bahnhöfen war eine verlängerte Haltezeit nötig, da die oberen Abteile nur über die unteren erreichbar waren (mehr Passagiere pro Tür). Stattdessen wurde schließlich entschieden, die angestrebte Erhöhung der Sitzplatzkapazität durch weiter verringerten Sitzabstand und längere Züge (zehn statt acht Wagen) zu erreichen.

## Konzept
In der vorgestellten Ausführung ist der AeroLiner3000 ein Doppelstock-Hochgeschwindigkeits-Triebwagenpersonenzug, der die „HS2 Classic Compatible Train Specifications 2012“ (in etwa: Anforderungen an HS2-Züge zur Kompatibilät mit klassischem Bahnbetrieb) erfüllt. Diese Anforderungen beschreiben Züge, die sowohl auf der Schnellfahrstrecke mit hoher Geschwindigkeit als auch auf den Altbaustrecken fahren können.
Der Triebwagenzug ist 201 m lang mit 21 m langen Endwagen und 17 m langen Mittelwagen, jeweils mit vier individuell angetriebenen und gesteuerten Rädern an den Wagenenden, die ein innovatives virtuelles Jakobs-Drehgestell bilden. Die Radsatzlasten betragen 17 t. Jeder Wagen verfügt über zwei Toiletten und sechs Behindertenplätze auf der unteren Ebene. Abhängig von der Platzaufteilung können in einem Halbzug mindestens 627 und maximal 700 Sitze untergebracht werden. Zum Vergleich: Ein TGV Duplex hat 510 Sitzplätze und ein einstöckiger ICE 4 (Version K1n) 499 Sitzplätze.
Ein Halbzug des doppelstöckigen AeroLiner3000-Elektrotriebwagenzuges besteht aus zwei Endwagen und neun Mittelwagen. Die Wagen haben Einzelradlaufwerke, die einen Durchgang zwischen den Rädern ermöglichen. Der mittlere Mittelwagen ist ein Multifunktionswagen, in dem ein Restaurant untergebracht werden kann. Der 374 t schwere Zug kann auf Hochgeschwindigkeitsstrecken im Regelbetrieb 400 km/h erreichen. Da er in das britische PG1-Lichtraumprofil passt, kann er ebenfalls auf vielen weiteren Strecken mit einem entsprechend kleinen Lichtraumprofil fahren. Zudem sind für ihn keine Änderungen an der bestehenden Infrastruktur notwendig.

### Antriebssystem
Das Antriebssystem verfügt über 12 MW Antriebsleistung, um die maximale Geschwindigkeit zu erreichen. Die Leistung ist gleichmäßig über die 44 im Wagenkasten bei den Fahrwerken aufgehängten Motoren mit jeweils 270 kW Leistung verteilt. Auf beiden Endwagen sind Stromabnehmer für das 25-kV-50-Hz-Oberleitungsnetz installiert. Von diesen ist üblicherweise nur einer gehoben, um Schwingungen in der Fahrleitung nicht weiter anzuregen. Im Regelbetrieb bremst der Zug über Ausrollen. Die generatorischen Motorbremsen können für eine stärkere Verzögerung zugeschaltet werden. Im Notfall aktiviert der Zug bei Geschwindigkeiten ab 250 km/h zusätzlich Wirbelstrombremsen, um die TSI High-Speed-Norm zu erfüllen. Eine Reibungsbremse wird nur als Feststell-Bremse eingesetzt. Die Mittelwagen sind permanent durch eine Mittelpufferkupplung miteinander verbunden. Halbzüge werden virtuell miteinander gekuppelt, um die betriebliche Flexibilität im Rahmen der ETCS Level 3 Zugsicherung zu erhöhen. Ein 405 m langer Vollzug mit 1400 Sitzen besteht aus zwei virtuell gekuppelten Halbzügen.

### Aerodynamik
Das Design berücksichtigt die Aerodynamik hauptsächlich durch die super-elliptische Schalenoberfläche zwischen der Nase und dem Dach der Endwagen, die vollständig verkleideten Radsätze und Wagenübergänge sowie durch einen glatten Unterboden. Die Nase der Endwagen ist mit einem mittleren Schlankheitsgrad konzipiert worden, da angenommen wird, dass zukünftige Tunnelportale auf Hochgeschwindigkeitsstrecken so gebaut werden, dass sie die Kopf-Druckwelle eines Zuges abmindern. Die Seitenwindstabilität dieses Leichtbauzuges wird derzeit im Windkanal untersucht.

### Leichtbautechniken
Eine konsequente Berücksichtigung von Leichtbautechniken sowie eine optimierte Aerodynamik sollen die Betriebs- und Wartungskosten, sowie die CO2- und Lärmemissionen verringern. Die Wagenkastenkonstruktion besteht aus durchgehend gebogenen Stahlrohren mit gleichbleibendem Durchmesser, die mit Laserschweißung zusammengefügt werden. Das Gesamtgewicht ist ungefähr 20 % leichter als das konventioneller Wagenkästen. Weiterhin ermöglichen die Gewichtseinsparungen eine schlanke Struktur des Wagenkastens, die den Doppelstockwagen mit den TSI-PRM-Standards kompatibel macht und einen besseren Sitzkomfort als viele aktuell betriebene britische Züge bietet. Die lasttragende Struktur des Wagenkastens ist an die normativen Anforderungen und Belastungen angepasst, um Stabilität zu gewährleisten. Das bedeutet, dass das Innendesign beispielsweise im Hinblick auf den Zwischenboden optimiert werden kann, was somit ein Doppelstockkonzept mit hoher Flexibilität ermöglicht.

### Fahrgastkomfort

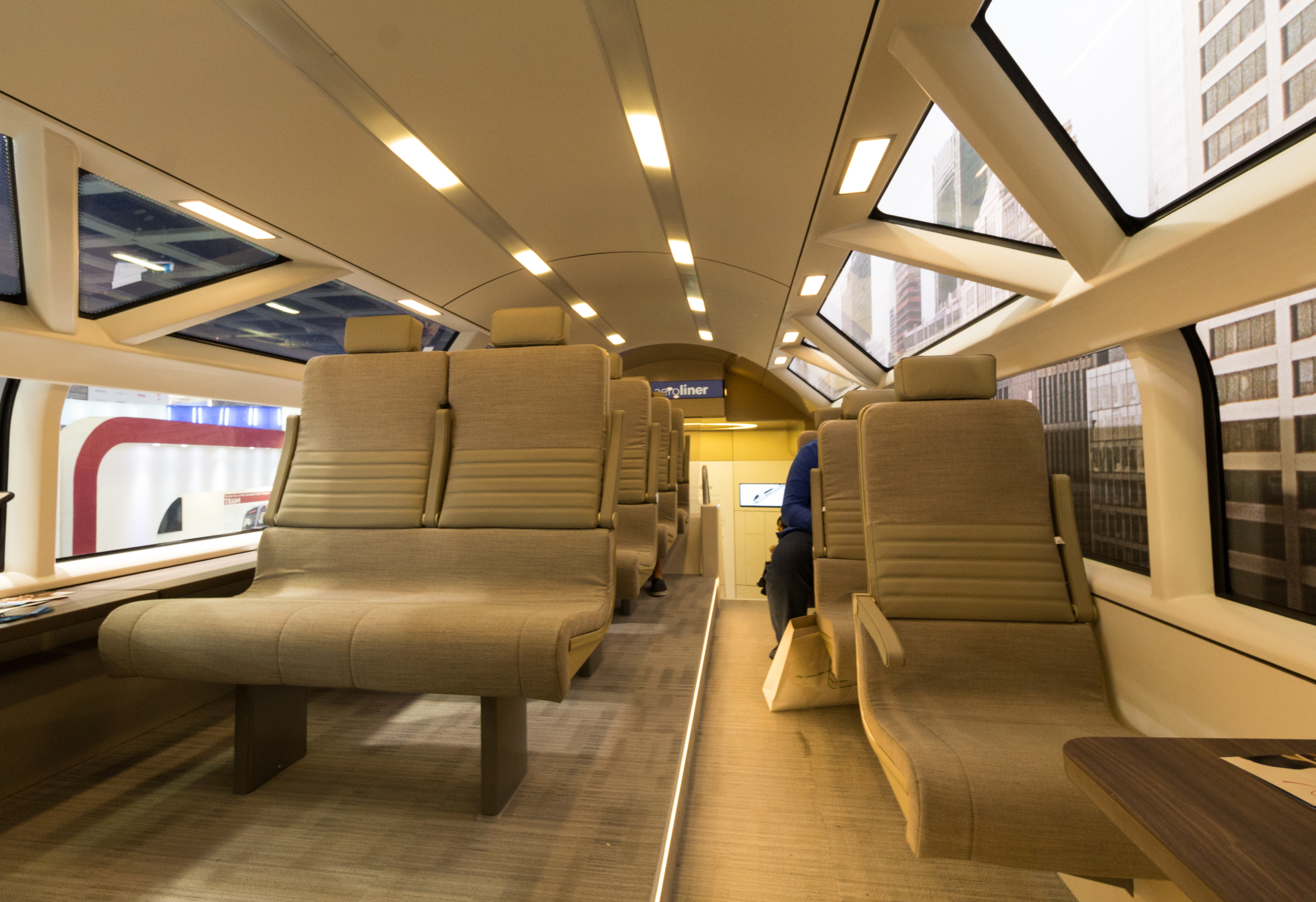
Innenraum des auf der InnoTrans 2016 in Berlin vorgestellten Demonstrators des AeroLiner3000

Der Fahrgastkomfort soll durch einen Sitzabstand von 830 mm, geringen Geräuschpegel, Druckschwankungen und Vibrationen sowie mit einer verbesserten Klimaanlage und interaktiver, Smartphone-basierter Fahrgastinformation verbessert werden. Das AeroLiner3000-Design zielt auf fünfminütige Aufenthaltszeit in Bahnhöfen ab. Dazu wird das Gepäck von einem Robotergepäckfördersystem verladen. Die Fahrgäste geben dazu ihr Gepäck in der Mitte des Bahnsteigs auf.

### Beleuchtung
Das Beleuchtungskonzept macht Gebrauch von organischen LEDs (OLED), die ein blendfreies und dimmbares Licht emittieren. OLEDs sind für den Anwendungszweck geeignet, da sie in der Decke mit einer Höhe kleiner als 3 mm eingebaut werden können. Das Beleuchtungssystem arbeitet mit elektronisch abdunkelnden Fenstern zusammen und berücksichtigt pro-aktiv Tunnelfahrten.

## Umsetzung
Für ergonomische Studien und als Demonstration der Machbarkeit und Plausibilität des Konzeptes wurde ein voll ausgebauter 9 m langer Mock-Up erstellt. Dieser wurde auf der InnoTrans 2016 in Berlin als Weltpremiere vorgestellt. Als nächster Schritt war geplant, einen Testwaggon zu bauen und auf dem britischen Netz fahren zu lassen.